# 比尔·德格鲁希
比尔·德格鲁希（英語：Bill de Gruchy，1930年5月10日—），澳大利亚男子田径运动员。他曾代表澳大利亚参加1950年大英帝国运动会田径比赛，获得一枚金牌和一枚银牌。